# Mycodrosophila takachihonis
Mycodrosophila takachihonis är en tvåvingeart som beskrevs av Toyohi Okada 1956. Mycodrosophila takachihonis ingår i släktet Mycodrosophila och familjen daggflugor. Inga underarter finns listade i Catalogue of Life.